# Grand Prix Formule 1 van de Verenigde Staten 1974
De Grand Prix Formule 1 van de Verenigde Staten 1974 werd gehouden op 6 oktober 1974 op Watkins Glen International.

## Uitslag
| Positie | Nummer | Rijder               | Team              | Ronden | Tijd/Opgave         | Startplaats | Punten |
| ------- | ------ | -------------------- | ----------------- | ------ | ------------------- | ----------- | ------ |
| 1       | 7      | Carlos Reutemann     | Brabham-Ford      | 59     | 1:40:21.439         | 1           | 9      |
| 2       | 8      | Carlos Pace          | Brabham-Ford      | 59     | + 10,735 s          | 4           | 6      |
| 3       | 24     | James Hunt           | Hesketh-Ford      | 59     | + 1:10.384          | 2           | 4      |
| 4       | 5      | Emerson Fittipaldi   | McLaren-Ford      | 59     | + 1:17.753          | 8           | 3      |
| 5       | 28     | John Watson          | Brabham-Ford      | 59     | + 1:25.804          | 7           | 2      |
| 6       | 4      | Patrick Depailler    | Tyrrell-Ford      | 59     | + 1:27.506          | 13          | 1      |
| 7       | 33     | Jochen Mass          | McLaren-Ford      | 59     | + 1:30.012          | 20          |        |
| 8       | 26     | Graham Hill          | Lola-Ford         | 58     | + 1 Ronde           | 24          |        |
| 9       | 15     | Chris Amon           | BRM               | 57     | + 2 Ronden          | 12          |        |
| 10      | 17     | Jean-Pierre Jarier   | Shadow-Ford       | 57     | + 2 Ronden          | 10          |        |
| 11      | 11     | Clay Regazzoni       | Ferrari           | 55     | + 4 Ronden          | 9           |        |
| 12      | 27     | Rolf Stommelen       | Lola-Ford         | 54     | + 5 Ronden          | 21          |        |
| NF      | 1      | Ronnie Peterson      | Lotus-Ford        | 52     | Benzinesysteem      | 19          |        |
| NC      | 22     | Mike Wilds           | Ensign-Ford       | 50     | Niet geklasseerd    | 22          |        |
| NC      | 16     | Tom Pryce            | Shadow-Ford       | 47     | Niet geklasseerd    | 18          |        |
| NF      | 3      | Jody Scheckter       | Tyrrell-Ford      | 44     | Benzinesysteem      | 6           |        |
| NF      | 20     | Arturo Merzario      | Iso Marlboro-Ford | 43     | Elektrisch probleem | 15          |        |
| NF      | 12     | Niki Lauda           | Ferrari           | 38     | Ophanging           | 5           |        |
| NF      | 21     | Jacques Laffite      | Iso Marlboro-Ford | 31     | Motor               | 11          |        |
| NF      | 66     | Mark Donohue         | Penske-Ford       | 27     | Ophanging           | 14          |        |
| WD      | 18     | José Dolhem          | Surtees-Ford      | 25     | Teruggetrokken      | 26          |        |
| NF      | 10     | Vittorio Brambilla   | March-Ford        | 21     | Benzinesysteem      | 25          |        |
| NF      | 19     | Helmuth Koinigg      | Surtees-Ford      | 9      | Fataal Ongeluk      | 23          |        |
| NF      | 2      | Jacky Ickx           | Lotus-Ford        | 7      | Ophanging           | 16          |        |
| DQ      | 31     | Tim Schenken         | Lotus-Ford        | 6      | Gediskwalificeerd   | 27          |        |
| DQ      | 55     | Mario Andretti       | Parnelli-Ford     | 4      | Gediskwalificeerd   | 3           |        |
| NF      | 6      | Denny Hulme          | McLaren-Ford      | 4      | Motor               | 17          |        |
| NQ      | 9      | Hans Joachim Stuck   | March-Ford        |        |                     |             |        |
| NQ      | 42     | Ian Ashley           | Brabham-Ford      |        |                     |             |        |
| NQ      | 14     | Jean-Pierre Beltoise | BRM               |        |                     |             |        |

## Statistieken
| Pole-position | Carlos Reutemann | Brabham-Ford | 1:38.978 |
| Snelste ronde | Carlos Pace      | Brabham-Ford | 1:40.608 |

## Noot
- Dit was de vijfde podiumplaats voor James Hunt.
- Dit was de tweede wereldtitel voor Emerson Fittipaldi en voor een Braziliaanse coureur.

Grand Prix Formule 1 van de Verenigde Staten: 1908 · 1910 · 1911 · 1912 · 1914 · 1915 · 1916 · 1959 · 1960 · 1961 · 1962 · 1963 · 1964 · 1965 · 1966 · 1967 · 1968 · 1969 · 1970 · 1971 · 1972 · 1973 · 1974 · 1975 · 1976 · 1977 · 1978 · 1979 · 1980 · 1989 · 1990 · 1991 · 2000 · 2001 · 2002 · 2003 · 2004 · 2005 · 2006 · 2007 · 2012 · 2013 · 2014 · 2015 · 2016 · 2017 · 2018 · 2019 · 2021 · 2022 · 2023 · 2024 · 2025 · 2026

Indianapolis 500: 1950 · 1951 · 1952 · 1953 · 1954 · 1955 · 1956 · 1957 · 1958 · 1959 · 1960

Grand Prix Formule 1 van de Verenigde Staten West: 1976 · 1977 · 1978 · 1979 · 1980 · 1981 · 1982 · 1983

Grand Prix Formule 1 van Las Vegas: 1981 · 1982 · 2023 · 2024 · 2025

Grand Prix Formule 1 van de Verenigde Staten Oost: 1982 · 1983 · 1984 · 1985 · 1986 · 1987 · 1988

Grand Prix Formule 1 van Dallas: 1984

Grand Prix Formule 1 van Miami: 2022 · 2023 · 2024 · 2025 · 2026 · 2027 · 2028 · 2029 · 2030 · 2031